# Luchthaven Prins Said Ibrahim
Luchthaven Prins Said Ibrahim (IATA: HAH, ICAO: FMCH) is een luchthaven vlak bij Moroni in de Comoren.

## Luchtvaartmaatschappijen en bestemmingen
- African Express Airways - Mombassa, Nairobi
- Air Austral - Dzaoudzi, St Denis de la Réunion
- Air Madagascar - Antananarivo, Majunga, Nosy Be, Nairobi
- Comores Aviation - Anjouan, Antananarivo, Dar es Salaam, Dzaoudzi, Mahajanga, Mohéli
- Kenya Airways - Nairobi
- Yemenia - Sana'a